# Komora Arancjusza
Komora Arancjusza (łac. ventriculus Arancio) – w anatomii człowieka jeden z zachyłków komory czwartej mózgu. Stanowi poszerzenie bruzdy pośrodkowej i jest niewielkich rozmiarów. Położony jest w dolnym końcu komory czwartej, w okolicy ujścia kanału środkowego, z przodu od zasuwki, która oddziela go od drugiego zachyłku tej okolicy, zachyłku pozazasuwkowego, nie zawsze obecnego.
Nazwa eponimiczna upamiętnia włoskiego chirurga Giulio Cesare Aranzio.